# Atomemissionsdetektor
Der Atomemissionsdetektor (kurz auch AED) ist ein elementspezifischer Detektor für die Gaschromatographie.

## Technikgeschichte
Der erste Atomemissionsdetektor für die Gaschromatographie wurde 1989 von der Firma Hewlett-Packard (heute Agilent Technologies) vorgestellt. Im Mai 2002 wurde diese Technologie in Form einer Lizenz an die Firma Joint Analytical Systems GmbH übergeben, welche seitdem den AED produziert und technisch weiterentwickelt.

## Funktionsprinzip
Der Atomemissionsdetektor verwendet ein (Helium-)Plasma, um die Analyten zu atomisieren und zur Lichtemission anzuregen.
Durch Mikrowellenstrahlung wird Energie eingetragen, um ein ionisiertes Gas entstehen zu lassen. Es werden Temperaturen von mehreren tausend Kelvin erreicht, so dass organische Verbindungen  vollständig in ihre Atome zerfallen. Gleichzeitig sorgen die hohen Temperaturen dafür, dass die Atome in einen angeregten Zustand gelangen können. Die aufgenommene Energie wird bei der Relaxation in Form von elektromagnetischer Strahlung klar definierter Spektrallinien emittiert, die elementspezifisch ist. Die Intensität des abgestrahlten Lichtes ist dabei direkt proportional zur Konzentration des Elements. Da die Analyten getrennt aus der GC-Säule in das Plasma eluieren, resultieren elementselektive Chromatogramme, deren Peakflächen zur Quantifizierung genutzt werden können.
Moderne Geräte arbeiten mit einem Photodiodenarray (PDA), um simultan mehrere Elemente spezifisch erfassen zu können. Der untersuchte Spektralbereich reicht dabei von ca. 170 nm bis 840 nm. Die Nachweisgrenze ist von den zu analysierenden Elementen und der Matrix abhängig und erreicht dabei teilweise Bereiche von 0,2 Pikogramm/Sekunde.

## Verwandte Geräte
- Flammenphotometrischer Detektor (FPD)
- Echelle-Plasma-Emissions-Detektor (EPED)